# Zorita
Zorita – gmina w Hiszpanii, w prowincji Cáceres, w Estramadurze, o powierzchni 186,96 km². W 2011 roku gmina liczyła 1586 mieszkańców.